# Даніель Фернгольм
Даніель Фернгольм (швед. Daniel Fernholm; 20 грудня 1983, м. Стокгольм, Швеція) — шведський хокеїст, захисник.  
Вихованець хокейної школи ХК «Гуддінге». Виступав за ХК «Мора», ХК «Гуддінге», «Юргорден» (Стокгольм), ХК «Гаммарбю», ХК «Больцано», «Вілкс-Барре/Скрентон Пінгвінс» (АХЛ), «Вілінг Нейлорс» (ECHL), ХК «Лінчепінг», «Нафтохімік» (Нижньокамськ), «Динамо» (Мінськ), «Атлант» (Митищі), «Рапперсвіль-Йона Лейкерс», ГІФК.
У складі національної збірної Швеції учасник чемпіонатів світу 2008 і 2011.
Досягнення
- Срібний призер чемпіонату світу (2011)
- Срібний призер чемпіонату Швеції (2008).